# Rhombophyllum dolabriforme
Rhombophyllum dolabriforme är en isörtsväxtart som först beskrevs av Carl von Linné, och fick sitt nu gällande namn av Schwant. Rhombophyllum dolabriforme ingår i släktet Rhombophyllum och familjen isörtsväxter. Inga underarter finns listade i Catalogue of Life.

## Bildgalleri

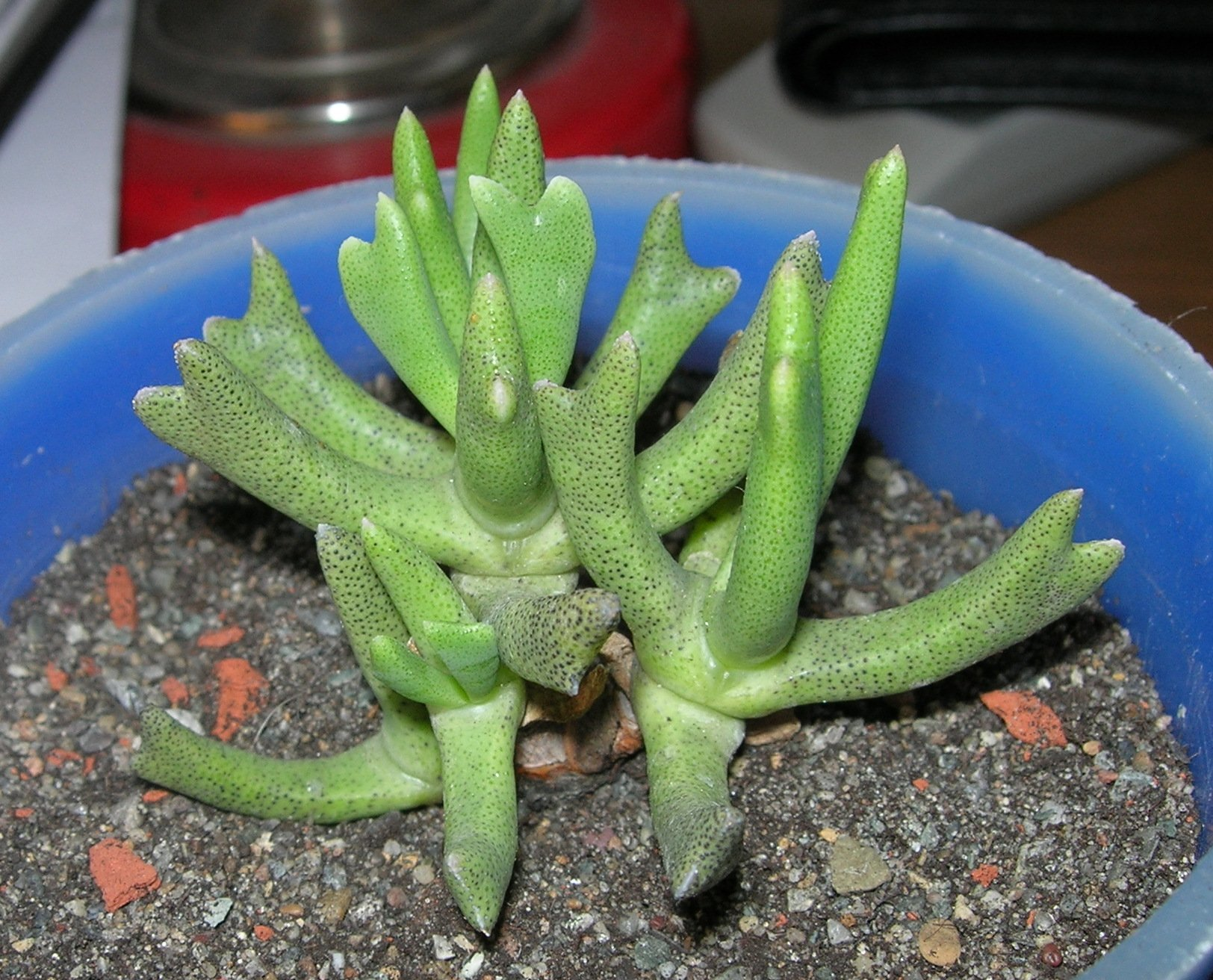
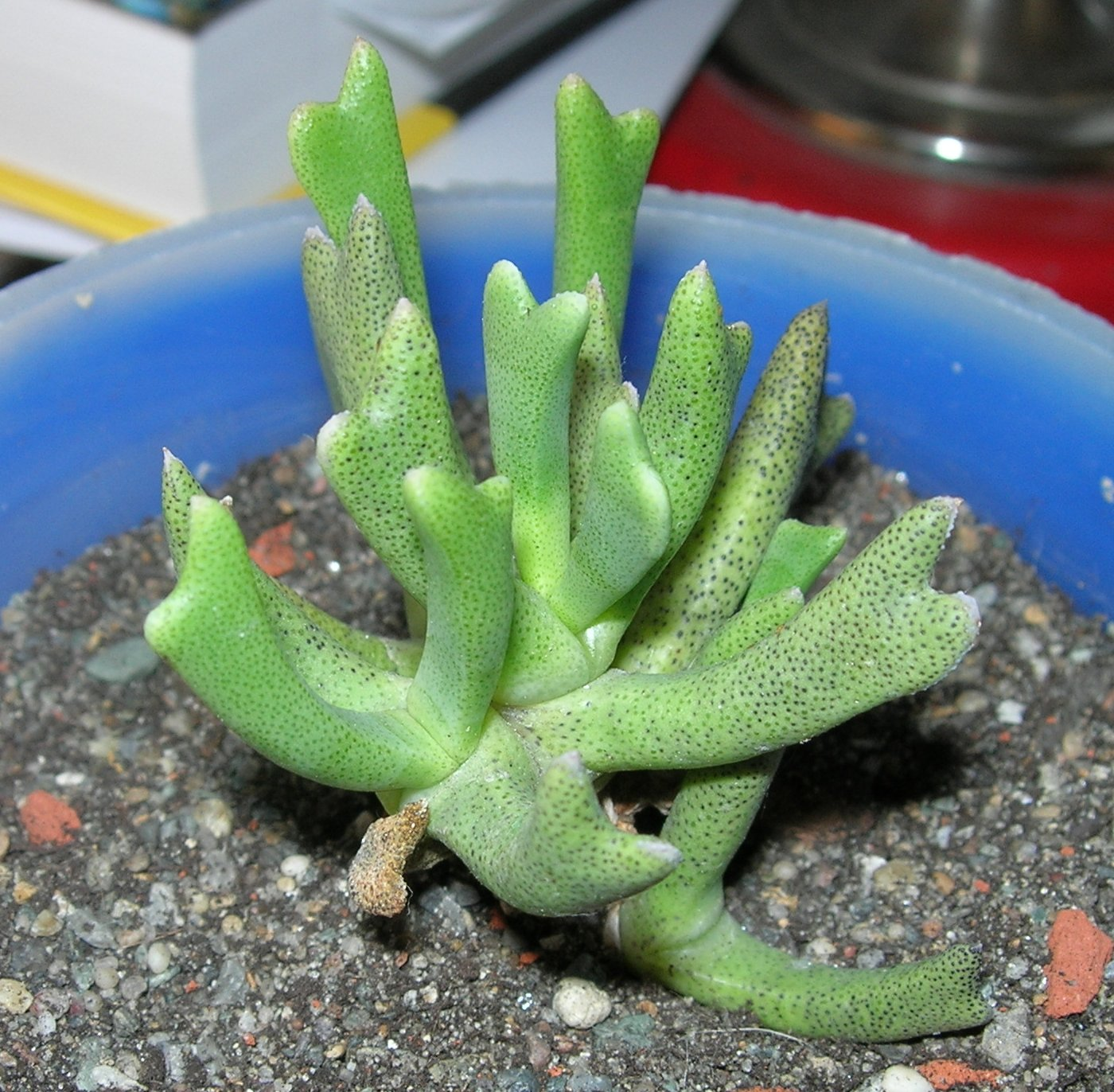
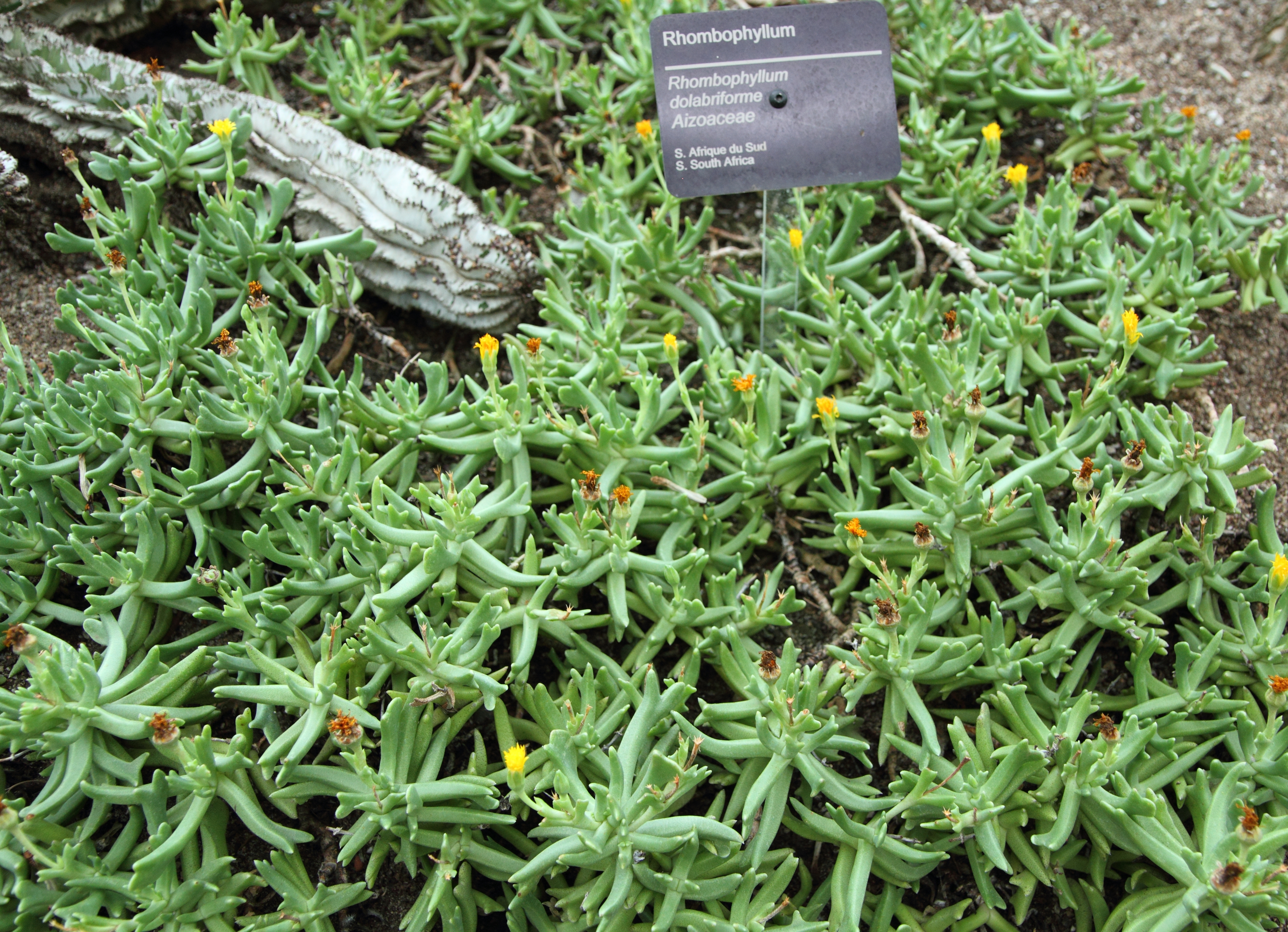
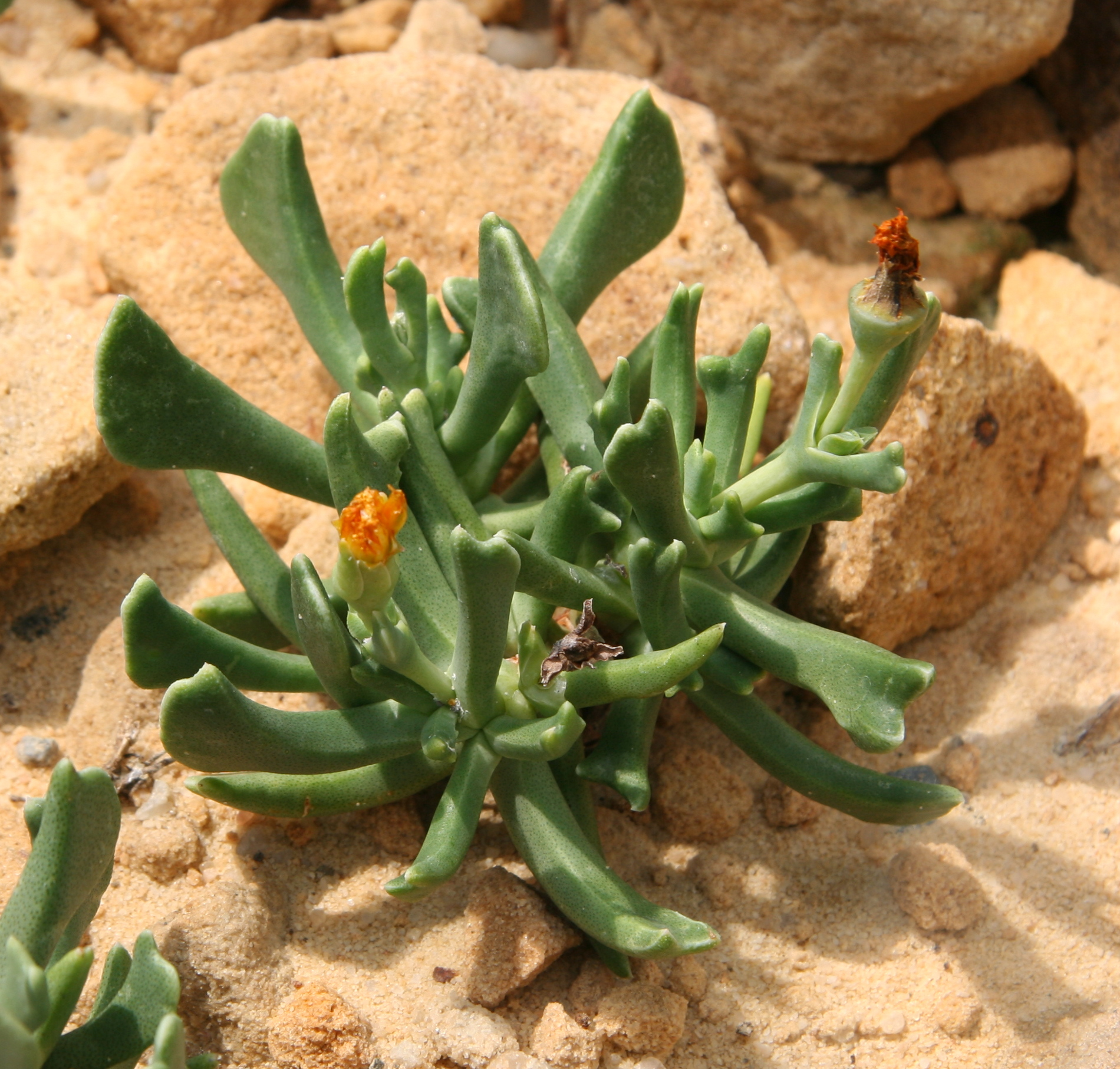